# Henri Wildenblanck
Henri Wildenblanck est un architecte belge de la période Art déco et moderniste qui fut actif à Bruxelles.

## Biographie
Henri Wildenblanck était architecte communal et directeur des propriétés communales de la commune d'Anderlecht.

## Réalisations

### Art déco
- 1928-1931 : Ancien siège de la Banque Agricole de Belgique, rue des Poissonniers 11-17[2]

### Modernisme
- 1936-1939 : école primaire P21 d'Anderlecht (école communale de La Roue[3], rue Van Winghen 11, classée depuis 2008[4])

école de style moderniste dans laquelle on ressent particulièrement l'influence de l'École d'Amsterdam, avec cependant quelques éléments Art déco comme le lustre qui domine la cour de récréation